# Topo
A Espanya, es va anomenar topo les persones que van viure ocultes després de la Guerra civil per a escapar a la repressió franquista.
L'ús del terme "topo" per a referir-se a aquestes persones procedeix de l'obra dels periodistes Manu Leguineche i Jesús Torbado Carro Los topos, publicada el 1977, en la qual es narra la història de 24 d'aquestes persones.

## Història
Conforme es va produir l'ocupació d'Espanya per l'exèrcit del bàndol revoltat, moltes persones que havien fet costat al bàndol republicà es «van tirar a la muntanya», constituint el fenomen dels «fugits», o es van amagar en cases, estables o altres dependències per a eludir la repressió. La majoria d'aquests últims van ser descoberts o finalment es van lliurar, però va haver-hi uns altres que van romandre ocults una vegada acabada la guerra civil. Aquests van ser els «talps». Encara que cada cas va presentar trets singulars, existeixen unes certes notes comunes: no estar acusats de «delictes de sang»; no ser dirigents o membres significats dels partits i organitzacions republicanes, i fins i tot no tenir cap adscripció política; i pertànyer al medi rural. D'altra banda, van ser menyspreats pels «fugits» i pels guerrillers del maqui per la seva passivitat davant el règim franquista.
Va haver-hi centenars de «topos», els quals van poder romandre ocults gràcies al suport del seu cercle més pròxim. Encara que molts d'ells van abandonar el seu amagatall el 1969, quan la dictadura franquista va promulgar un decret pel qual es declarava la prescripció de tots els delictes comesos abans del final de la Guerra Civil, alguns van romandre fins a 38 anys amagats.
Casos cèlebres de «topos» que van romandre ocults fins a la dècada de 1960 van ser Manuel Cortés Quero, últim alcalde republicà de Mijas (Màlaga), que va romandre amagat entre 1937 i 1969, o Eulogio de Vega, alcalde socialista de Rueda (Valladolid), que va estar ocult fins a 1964. Protasio Montalvo, alcalde socialista de Cercedilla, va estar ocult fins a 1977. Dels 38 anys que va estar amagat, tres els va passar en una conillera i la resta enfront de la seva pròpia casa.
També es pot citar el cas d'Eufemiano Días González, veí de La Mata de Curueño, província de Lleó, que va romandre deu anys ocult en una fossa excavada en una quadra d'ovelles, que els seus familiars tapaven durant el dia amb unes taules sobre les quals tiraven fem. Només sortia del clot a les nits «per a estirar les cames». Es va amagar després d'haver combatut en el front d'Astúries i el 1947 es va lliurar a les autoritats franquistes, encara que el tribunal militar que el va jutjar el va deixar en llibertat sense càrrecs.
Un cas semblant va ser el de Patricio Sierra Grajo, antic Guàrdia d'Assalt, que va viure amagat durant 12 anys a Orellana la Vieja, província de Badajoz. Més sorprenent resulta el cas dels germans Juan i Manuel Hidalgo España, que van estar ocults 28 anys molt a prop l'un de l'altre, però sense que arribessin a veure's durant tot aquest temps.
L'única dona «topo» de la que es té notícia va ser Teodomira García de Zarza de Tajo, província de Conca.